# Ummidia
Ummidia es un género de arañas migalomorfas de la familia Halonoproctidae. Se encuentra en América, Norte de África, Sur de Europa y Asia Central.

## Lista de especies
Según The World Spider Catalog  25.5:
- Ummidia absoluta (Gertsch & Mulaik, 1940)
- Ummidia quijichacaca (Godwin y Bond, 2021)
- Ummidia tibacuy (Godwin y Bond, 2021)
- Ummidia solana (Echeverri & Perafán, 2023)
- Ummidia aedificatoria (Westwood, 1840)
- Ummidia algarve Decae, 2010
- Ummidia algeriana (Lucas, 1846)
- Ummidia armata (Ausserer, 1875)
- Ummidia asperula (Simon, 1889)
- Ummidia audouini (Lucas, 1835)
- Ummidia beatula (Gertsch & Mulaik, 1940)
- Ummidia carabivora (Atkinson, 1886)
- Ummidia celsa (Gertsch & Mulaik, 1940)
- Ummidia erema (Chamberlin, 1925)
- Ummidia funerea (Gertsch, 1936)
- Ummidia gandjinoi (Andreeva, 1968)
- Ummidia glabra (Doleschall, 1871)
- Ummidia modesta (Banks, 1901)
- Ummidia nidulans (Fabricius, 1787)
- Ummidia oaxacana (Chamberlin, 1925)
- Ummidia picea Thorell, 1875
- Ummidia pustulosa (Becker, 1879)
- Ummidia pygmaea (Chamberlin & Ivie, 1945)
- Ummidia rugosa (Karsch, 1880)
- Ummidia salebrosa (Simon, 1891)
- Ummidia tuobita (Chamberlin, 1917)
- Ummidia zebrina (F. O. Pickard-Cambridge, 1897)
- Ummidia zilchi Kraus, 1955
- †Ummidia damzeni Wunderlich, 2000
- †Ummidia malinowskii Wunderlich, 2000